# امیرحسین باقرپور
امیرحسین باقرپور (زادهٔ ۲۰ آبان ۱۳۷۶ در بابل) یک بازیکن فوتبال اهل ایران است که در پست مهاجم بازی می‌کند.

## دوران باشگاهی

### نساجی مازندران
وی در تاریخ ۲۶ مرداد ۱۴۰۰ با عقد قراردادی ۲ ساله به نساجی مازندران پیوست.